# Viskinge-Avnsø Sogn

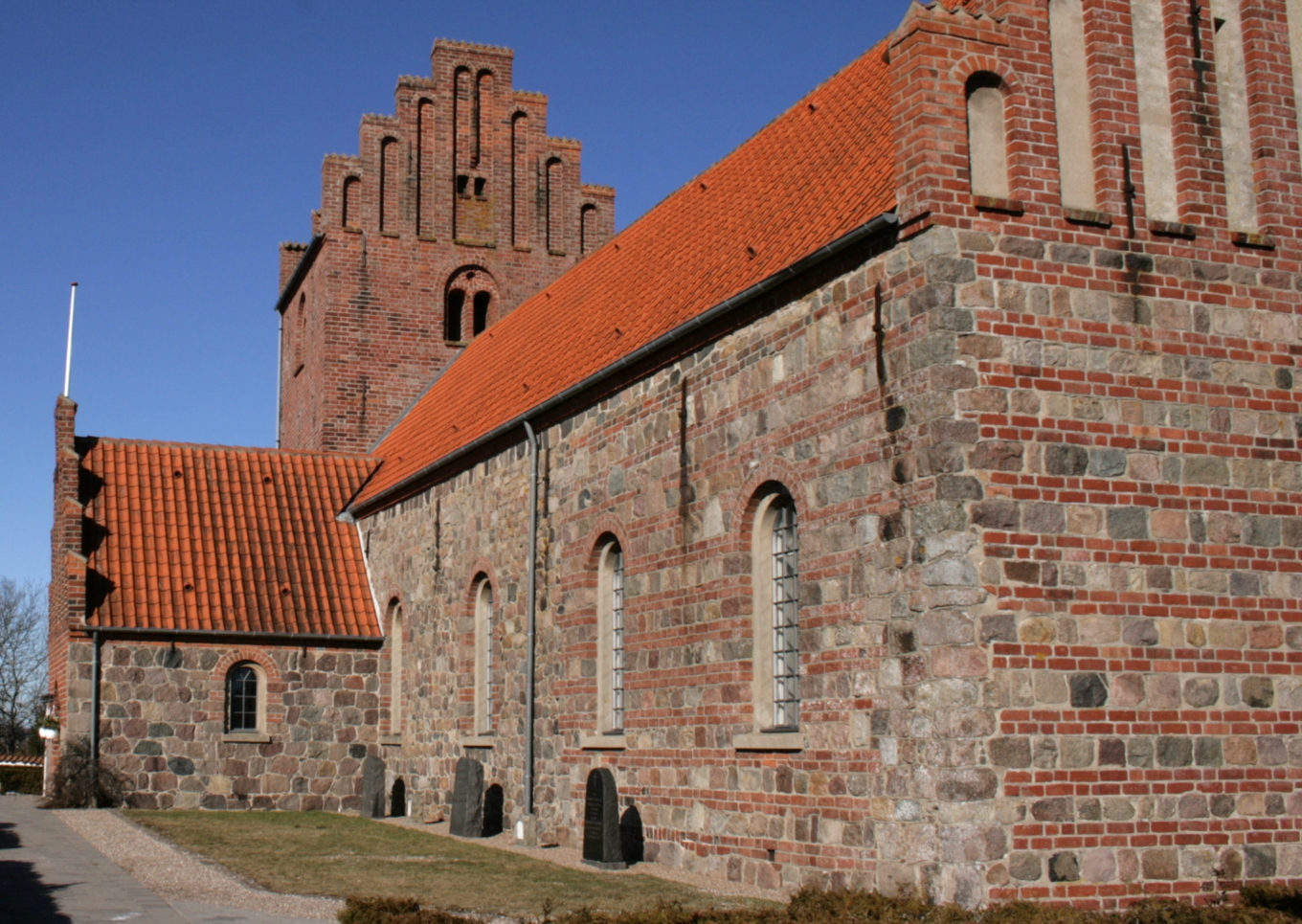
Viskinge Kirke

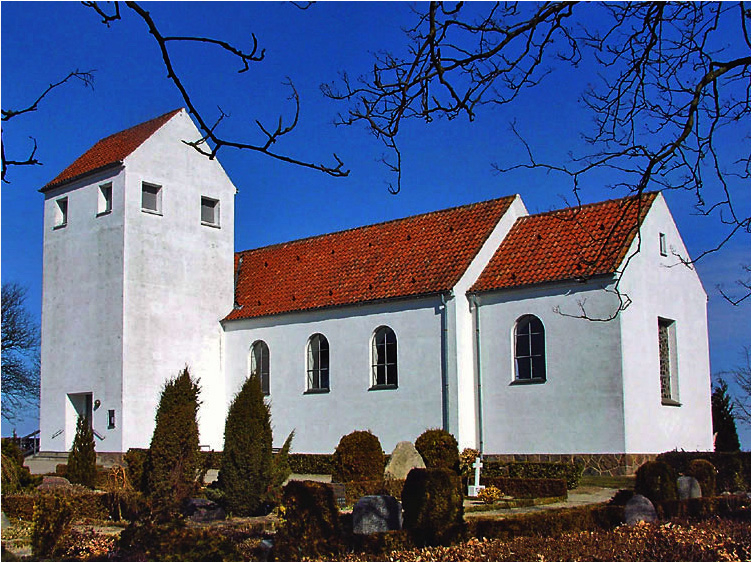
Aunsø Kirke

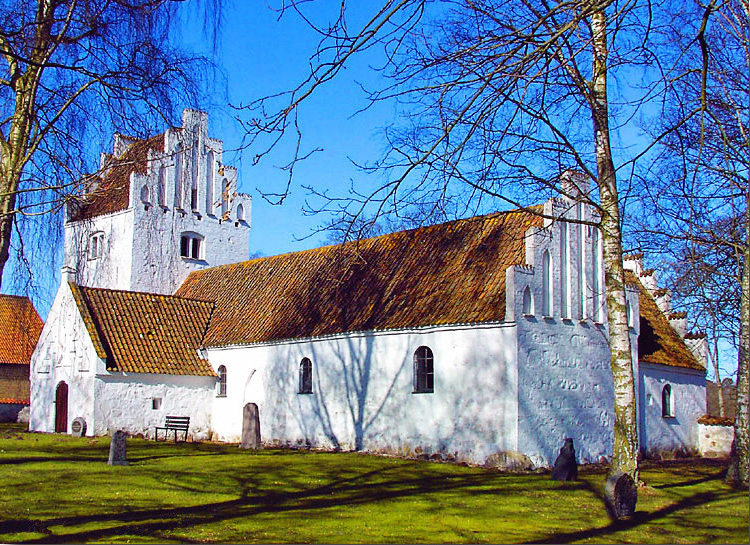
Aunsø Gamle Kirke

Viskinge-Avnsø Sogn ist eine Kirchspielsgemeinde (dän.: Sogn) auf der dänischen Insel Seeland, die am 1. Januar 2019 durch Zusammenlegung von Viskinge Sogn und Aunsø Sogn entstand. („Avnsø“ schreibt sich tatsächlich anders als „Aunsø“.) Das bezieht sich nur auf die kirchlichen Belange. In ihrer Eigenschaft als Matrikelsogne, also als Grundbuchbezirke der Katasterbehörde Geodatastyrelsen, wirken sich seit Abschaffung der Hardenstruktur 1970 solche Änderungen nicht mehr aus.
Bis 1970 gehörte das Kirchspiel zur Harde Skippinge Herred im damaligen Holbæk Amt, danach zur Bjergsted Kommune im Vestsjællands Amt, die wiederum im Zuge der Kommunalreform zum 1. Januar 2007 in der erweiterten Kalundborg Kommune in der Region Sjælland aufgegangen ist.
Im Kirchspiel lebten am 1. Januar 2023 2.940 Einwohner, davon 2.294 im Kirchdorf Svebølle. Die „Viskinge Kirke“, die „Aunsø Kirke“ und die „Aunsø Gamle Kirke“ liegen auf dem Gebiet der Gemeinde.
Nachbargemeinden sind im Norden und Osten Bregninge-Bjergsted-Alleshave Sogn, im Südosten auf dem Gebiet der Holbæk Kommune Holmstrup Sogn, im Süden Jorløse Sogn, im Südwesten Ubby Sogn und im Nordwesten Værslev Sogn.